# Liga Națională de handbal feminin 2022-2023, promovare și retrogradare
Acest articol descrie fazele de promovare și retrogradare la finalul Ligii Naționale de handbal feminin 2022-2023.

## Format
La ediția 2022-2023 a Ligii Naționale au participat 14 echipe. Conform regulamentului publicat de FRH, echipele clasate pe ultimele două locuri (13 și 14) după ultima etapă a competiției au retrogradat direct în Divizia A. Echipele care au terminat pe locurile 11 și 12 după ultima etapă a competiției au disputat un turneu de baraj împreună cu formațiile clasate pe locurile 3 și 4 la turneul final al Diviziei A. Conform regulamentului, echipele clasate pe primele două locuri la finalul turneului de baraj au rămas în Liga Națională.
Echipele care au retrogradat direct au fost următoarele:
- CSM Galați, retrogradată matematic în urma înfrângerii de pe 23 aprilie 2023, din etapa a XXII-a, punctele acumulate până în acel moment nemaifiindu-i suficiente pentru a rămâne în Liga Națională indiferent de rezultatele din partidele rămase de jucat;[3]
- CSM Slatina, retrogradată matematic în urma înfrângerii de pe 16 mai 2023, din etapa a XXV-a;[4]

CSM Corona Brașov și CS Universitar Știința București, echipele clasate pe locurile 1 și 2 la turneul final al Diviziei A, au promovat direct în Liga Națională.

## Echipele

### Echipe care au participat la baraj
| Echipa                    | Competiția din care a provenit | Locul obținut în acea competiție | Data deciderii participării la baraj |
| ------------------------- | ------------------------------ | -------------------------------- | ------------------------------------ |
| HC Zalău                  | Liga Națională                 | Locul 11                         | 16 mai 2023                          |
| CS Dacia Mioveni 2012     | Liga Națională                 | Locul 12                         | 16 mai 2023                          |
| CSM Deva                  | Divizia A                      | Locul 3                          | 12 mai 2022                          |
| CS Activ Prahova Ploiești | Divizia A                      | Locul 4                          | 12 mai 2022                          |

## Partidele
Regulamentul de desfășurare a ediției 2022-2023 a ligii naționale a stabilit ca turneul de baraj să se desfășoare pe 2-4 iunie 2023. Pe 15 mai au fost reconfirmate aceste date și a fost publicată o invitație de participare pentru cluburile interesate de organizarea turneului de baraj. Pe 18 mai s-a anunțat că turneul se va desfășura la Mioveni.
|  | Echipe rămase în Liga Națională |
|  | Echipe rămase în Divizia A      |

Actualizat pe 4 iunie 2023;
| Loc | Echipa                    | J | V | E | Î | GM | GP | G    | P | Poziție                    |
| --- | ------------------------- | - | - | - | - | -- | -- | ---- | - | -------------------------- |
| 1   | CS Dacia Mioveni 2012     | 3 | 3 | 0 | 0 | 79 | 58 | + 21 | 9 | Locul 12 în Liga Națională |
| 2   | HC Zalău                  | 3 | 2 | 0 | 1 | 82 | 72 | + 10 | 6 | Locul 11 în Liga Națională |
| 3   | CSM Deva                  | 3 | 1 | 0 | 2 | 68 | 77 | – 9  | 3 | Locul 3 în Divizia A       |
| 4   | CS Activ Prahova Ploiești | 3 | 0 | 0 | 3 | 66 | 88 | – 22 | 0 | Locul 4 în Divizia A       |

| 2 iunie 2023 15:00 | HC Zalău | 34 – 26 | CS Activ Prahova Ploiești | Sala Sporturilor, Mioveni Arbitri: Belean, Hendrea |
| 2 iunie 2023 15:00 | Lazić 10 | (15–11) | Andrița 10                | Sala Sporturilor, Mioveni Arbitri: Belean, Hendrea |
| 2 iunie 2023 15:00 | 10× 3×   | Cronica | 9× 1×                     | Sala Sporturilor, Mioveni Arbitri: Belean, Hendrea |

| 2 iunie 2023 17:30 | CS Dacia Mioveni 2012 | 24 – 23 | CSM Deva | Sala Sporturilor, Mioveni Arbitri: Șerbu, Vasilescu |
| 2 iunie 2023 17:30 | Constantinescu 6      | (9–11)  | Tetean 8 | Sala Sporturilor, Mioveni Arbitri: Șerbu, Vasilescu |
| 2 iunie 2023 17:30 | 8× 1×                 | Cronica | 5× 1×    | Sala Sporturilor, Mioveni Arbitri: Șerbu, Vasilescu |

| 3 iunie 2023 15:00 | HC Zalău | 27 – 18 | CSM Deva   | Sala Sporturilor, Mioveni Arbitri: Georgescu, Moldoveanu |
| 3 iunie 2023 15:00 | Lazić 6  | (10–7)  | Vlădășel 5 | Sala Sporturilor, Mioveni Arbitri: Georgescu, Moldoveanu |
| 3 iunie 2023 15:00 | 6× 1×    | Cronica | 5× 1×      | Sala Sporturilor, Mioveni Arbitri: Georgescu, Moldoveanu |

| 3 iunie 2023 17:30 | CS Dacia Mioveni 2012 | 27 – 14 | CS Activ Prahova Ploiești | Sala Sporturilor, Mioveni Arbitri: Ifrim, Ilisei |
| 3 iunie 2023 17:30 | Constantinescu 8      | (16–6)  | Popescu 5                 | Sala Sporturilor, Mioveni Arbitri: Ifrim, Ilisei |
| 3 iunie 2023 17:30 | 5× 1×                 | Cronica | 1× 1×                     | Sala Sporturilor, Mioveni Arbitri: Ifrim, Ilisei |

| 4 iunie 2023 10:00 | CSM Deva | 27 – 26 | CS Activ Prahova Ploiești | Sala Sporturilor, Mioveni Arbitri: Cazan, Suliman |
| 4 iunie 2023 10:00 | Tetean 6 | (12–16) | M. Arvatu, Popescu 7      | Sala Sporturilor, Mioveni Arbitri: Cazan, Suliman |
| 4 iunie 2023 10:00 | 3× 1×    | Cronica | 3× 2×                     | Sala Sporturilor, Mioveni Arbitri: Cazan, Suliman |

| 4 iunie 2023 12:30 | HC Zalău | 21 – 28 | CS Dacia Mioveni 2012 | Sala Sporturilor, Mioveni Arbitri: Gorina, Melencu |
| 4 iunie 2023 12:30 | Bujor 7  | (11–13) | Constantinescu 9      | Sala Sporturilor, Mioveni Arbitri: Gorina, Melencu |
| 4 iunie 2023 12:30 | 2×       | Cronica | 3× 1×                 | Sala Sporturilor, Mioveni Arbitri: Gorina, Melencu |

În urma meciurilor disputate, CS Dacia Mioveni 2012 și HC Zalău, clasate pe primele două locuri la sfârșitul turneului de baraj, și-au păstrat locul în Liga Națională și în sezonul 2023-2024.

## Principalele marcatoare ale turneului de baraj
Actualizat pe data de 4 iunie 2022
| Poz. | Nume                         | Echipă                    | Goluri |
| ---- | ---------------------------- | ------------------------- | ------ |
| 1    | Claudia Constantinescu (ROU) | CS Dacia Mioveni 2012     | 23     |
| 2    | Emilija Lazić (SRB)          | HC Zalău                  | 17     |
| 3    | Florina Popescu (ROU)        | CS Activ Prahova Ploiești | 16     |
| 3    | Andreea Tetean (ROU)         | CSM Deva                  | 16     |
| 5    | Judith Vizuete (SPA)         | CS Dacia Mioveni 2012     | 15     |
| 6    | Mara Arvatu (ROU)            | CS Activ Prahova Ploiești | 13     |
| 6    | Roxana Cîrjan (ROU)          | CS Dacia Mioveni 2012     | 13     |
| 6    | Roberta Stamin (ROU)         | HC Zalău                  | 13     |
| 9    | Elena Andrița (ROU)          | CS Activ Prahova Ploiești | 11     |
| 9    | Andreea Bujor (ROU)          | HC Zalău                  | 11     |
| 9    | Rebeca Vlădășel (ROU)        | CSM Deva                  | 11     |